# Hypolimnas subviolacea
Hypolimnas subviolacea är en fjärilsart som beskrevs av Hans Fruhstorfer 1912. Hypolimnas subviolacea ingår i släktet Hypolimnas och familjen praktfjärilar. Inga underarter finns listade i Catalogue of Life.